# Seznam dílů seriálu Ben 10 (2016)
Toto je seznam dílů seriálu Ben 10. Americký animovaný televizní seriál Ben 10 měl premiéru  1. října 2016 v Evropě, Asii a Tichomoří, na Středním východe a v Africe a 10. dubna 2017 v USA na stanici Cartoon Network. Jedná se o restart stejnojmenného seriálu.

## Přehled řad
| Řada | Díly | Premiéra v USA | Premiéra v USA     | Premiéra v ČR     | Premiéra v ČR     |
| Řada | Díly | První díl      | Poslední díl       | První díl         | Poslední díl      |
| ---- | ---- | -------------- | ------------------ | ----------------- | ----------------- |
| 1    | 40   | 10. dubna 2017 | 22. listopadu 2017 | 3. listopadu 2017 | 12. prosince 2017 |
| 2    | 40   | 19. února 2018 | 26. října 2018     | bude oznámeno     | bude oznámeno     |
| 3    | 52   | 23. února 2019 | 30. listopadu 2019 | bude oznámeno     | bude oznámeno     |
| 4    | 40   | 19. ledna 2020 | 10. října 2020     | bude oznámeno     | bude oznámeno     |

## Seznam dílů

### První řada (2017)
| Č. v seriálu | Č. v řadě | Původní název               | Český název                   | Storyboard                                                                                              | Scénář                                                  | Premiéra v USA     | Premiéra v ČR (TV Prima)                                                                                                 |
| ------------ | --------- | --------------------------- | ----------------------------- | --- | ------------------------------------------------------- | ------------------ | --- |
| 1            | 1         | The Filth                   | Úklid                         | Ryan Kramer a Andrew Stewart                                                                            | Duncan Rouleau                                          | 10. dubna 2017     | 6. prosince 2017 |
| 2            | 2         | Waterfilter                 | Vodní filtr                   | Ryan Kramer                                                                                             | John O'Bryan                                            | 10. dubna 2017     | 21. listopadu 2017 |
| 3            | 3         | The Ring Leader             | Pán ringu                     | Bismarck Datuin a Monica Ray                                                                            | Steven T. Seagle                                        | 10. dubna 2017     | 8. prosince 2017 |
| 4            | 4         | Riding the Storm Out        | Není bouře jako bouře         | Ryan Kramer a Jenn Strickland                                                                           | námět: Thomas Pugsley scénář: Kevin Burke a Chris Wyatt | 10. dubna 2017     | 18. listopadu 2017 |
| 5            | 5         | The Clocktopus              | Hodinice                      | Andrew Stewart a Kelly Turnbull                                                                         | Michael Olivier                                         | 11. dubna 2017     | 11. listopadu 2017 |
| 6            | 6         | Take 10                     | Podesáté                      | Dave Sherburne a Jenn Strickland                                                                        | Jason Adam Katzenstein                                  | 12. dubna 2017     | 7. listopadu 2017 |
| 7            | 7         | Growing Pains               | Příšerná chůva                | Will Patrick a Dave Schwartz                                                                            | Emiliano Bolado                                         | 13. dubna 2017     | 12. listopadu 2017 |
| 8            | 8         | Shhh!                       | Ššš!                          | Benjamin Lane                                                                                           | Dan Marmor                                              | 17. dubna 2017     | 22. listopadu 2017 |
| 9            | 9         | Brief Career of Lucky Girl  | Na okamžik Klikařkou          | Andrew Stewart a Kelly Turnbull                                                                         | Ed Valentine                                            | 18. dubna 2017     | 20. listopadu 2017 |
| 10           | 10        | Animo Farm                  | Animova farma                 | Will Patrick a David Schwartz                                                                           | Kevin Almeida a Jeff Treppel                            | 19. dubna 2017     | 17. listopadu 2017 |
| 11           | 11        | Clown College               | Klaunská vysoká               | Benjamin Lane                                                                                           | Lawrence H. Levy                                        | 20. dubna 2017     | 7. prosince 2017 |
| 12           | 12        | Adventures in Babysitting   | Dobrodružné hlídání           | Deena Beck a Dashawn Mahone                                                                             | Zander Cannon                                           | 24. dubna 2017     | 24. listopadu 2017 |
| 13           | 13        | Something I Ate             | To mám z jídla                | Ryan Kramer a Jen Strickland                                                                            | Tom Pinchuk                                             | 25. dubna 2017     | 14. listopadu 2017 |
| 14           | 14        | Steam Is the Word           | Pára, pohon světa             | Will Patrick, David Schwartz, Elsa Garagarza a Monica Ray                                               | Lawrence H. Levy                                        | 26. dubna 2017     | 25. listopadu 2017 |
| 15           | 15        | The Beast Inside            | Vnitřní zvíře                 | Jenn Strickland a Erin Siegel                                                                           | Matt Nix                                                | 27. dubna 2017     | 3. prosince 2017 |
| 16           | 16        | All Wet                     | Akvapark                      | Will Patrick a Kenji Ono                                                                                | A.J. Marchisello                                        | 1. května 2017     | 27. listopadu 2017 |
| 17           | 17        | Villain Time                | Čas zlounů                    | Andrew Stewart a Kelly Turnbull                                                                         | A.J. Marchisello                                        | 2. května 2017     | 13. listopadu 2017 |
| 18           | 18        | Drive You Crazy             | Šílený závod                  | Benjamin Lane                                                                                           | A.J. Marchisello                                        | 3. května 2017     | 25. listopadu 2017 |
| 19           | 19        | Tomorrow Today              | Dnešek zítřka                 | Jenn Strickland a Erin Siegel                                                                           | James Felder                                            | 4. května 2017     | 4. prosince 2017 |
| 20           | 20        | Story, Bored                | Žádný nudný příběh            | Benjamin Lane                                                                                           | Henry J. Stukenborg                                     | 8. května 2017     | 28. listopadu 2017 |
| 21           | 21        | Hole in 10                  | Svišti na golfovém hřišti     | Deena Beck a Dashawn Mahone                                                                             | Shannon Denton                                          | 9. května 2017     | 2. prosince 2017 |
| 22           | 22        | Recipe for Disaster         | Recept na katastrofu          | Will Patrick a Mickey Quinn                                                                             | Michael Allred a Steven T. Seagle                       | 29. května 2017    | 26. listopadu 2017 |
| 23           | 23        | Rustbucket RIP              | Odpočívej v pokoji, Plechovko | Benjamin Lane                                                                                           | Adam Pica                                               | 29. května 2017    | 10. listopadu 2017 |
| 24           | 24        | Freaky Gwen Ben             | Děsivý Gwen-Ben               | Andrew Stewart a Kelly Turnbull                                                                         | Chuck Kim                                               | 9. června 2017     | 9. listopadu 2017 |
| 25           | 25        | Ben 24hrs                   | Benův den                     | Deena Beck a Dashawn Mahone                                                                             | Joe Kelly                                               | 16. června 2017    | 8. listopadu 2017 |
| 26           | 26        | Bright Lights, Black Hearts | Světla ramp, temnota srdcí    | Deena Beck a Dashawn Mahone                                                                             | Jonathan Callan                                         | 28. června 2017    | 23. listopadu 2017 |
| 27           | 27        | Don't Laze Me, Bro          | Nelaseruj mě, brácho!         | Mickey Quinn a Will Patrick                                                                             | Julien Magnat                                           | 1. září 2017       | 6. listopadu 2017 |
| 28           | 28        | Don't Let the Bass Drop     | Bacha na ty beaty             | Ryan Kramer a Jenn Strickland                                                                           | Seyha Klam                                              | 8. září 2017       | 15. listopadu 2017 |
| 29           | 29        | Bad Penny                   | Zlá Penny                     | Andrew Stewart a Kelly Turnbull                                                                         | Samantha Charlip                                        | 15. září 2017      | 5. prosince 2017 |
| 30           | 30        | Zombozo-Land                | Zombozův svět                 | Deena Beck a Dashawn Mahone                                                                             | Joe Casey                                               | 22. září 2017      | 5. listopadu 2017 |
| 31           | 31        | Forgeti                     | Zapomnětník                   | Deena Beck a Dashawn Mahone                                                                             | Michael Olivier                                         | 29. září 2017      | 3. listopadu 2017 |
| 32           | 32        | Max to the Max              | Maximální Max                 | Ryan Kramer a Erin Siegel                                                                               | John Sazaklis                                           | 6. října 2017      | 4. listopadu 2017 |
| 33           | 33        | Cutting Corners             | Brigáda                       | Benjamin Lane                                                                                           | Justin Peniston                                         | 13. října 2017     | 16. listopadu 2017 |
| 34           | 34        | Xingo                       | Zingo                         | Andrew Stewart a Kelly Turnbull                                                                         | Evan Dorkin a Sarah Dyer                                | 20. října 2017     | 29. listopadu 2017 |
| 35           | 35        | Scared Silly                | Strašpytlík                   | Benjamin Lane                                                                                           | Anthony J. Marchisello                                  | 27. října 2017     | 1. prosince 2017 |
| 36           | 36        | Need for Speed              | Závod                         | Deena Beck a Dashawn Mahone                                                                             | Jonathan Browning                                       | 3. listopadu 2017  | 19. listopadu 2017 |
| 37-40        | 37383940  | Omni-Tricked                | Omni-trable                   | Benjamin Lane, Andrew Stewart, Kelly Turnbull, Will Patrick, Mickey Quinn, Erin Siegel a Dashawn Mahone | A.J. Marchisello a Man of Action                        | 22. listopadu 2017 | 9. prosince 2017 (první část)10. prosince 2017 (druhá část)11. prosince 2017 (třetí část)12. prosince 2017 (čtvrtá část) |

### Druhá řada (2018)
| Č. v seriálu | Č. v řadě  | Původní název | Český název | Námět | Scénář a storyboard | Premiéra v USA  |
| ------------ | ---------- | --- | --- | --- | --- | --------------- |
| 41           | 1          | Out to Launch | Na startu | Joe Casey | Deena Beck a Dashawn Mahone | 19. února 2018  |
| 42           | 2          | Battle at Biggie Box | Bitva v Biggie Boxu | Duncan Rouleau | Benjamin Lane | 19. února 2018  |
| 43           | 3          | Bon Voyage | Šťastnou plavbu | Steven T. Seagle | Will Patrick a Mickey Quinn | 26. února 2018  |
| 44           | 4          | Mayhem in Mascot | Chaos v Mascotu | Duncan Rouleau | Andrew Stewart a Kelly Turnbull | 26. února 2018  |
| 45           | 5          | Screamcatcher | Lapač křiku | Joe Kelly | Benjamin Lane | 5. března 2018  |
| 46           | 6          | Creature Feature | Filmová stvůra | A.J. Marchisello | Andrew Stewart a Kelly Turnbull | 5. března 2018  |
| 47           | 7          | Bomzobo Lives | Bomzobo žije | Joe Casey | Andrew Stewart a Kelly Turnbull | 12. března 2018 |
| 48           | 8          | Animorphosis | Animorfóza | A.J. Marchisello | Leiana Nitura, Kelly Perdue a Jenn Strickland | 12. března 2018 |
| 49           | 9          | Assault on Pancake Palace | Útok na palačinkový palác | Duncan Rouleau | Deena Beck a Dashawn Mahone | 19. března 2018 |
| 50           | 10         | High Stress Express | Vysoko stresový expres | Joe Casey | Deena Beck a Dashawn Mahone | 26. března 2018 |
| 51-52        | 1112       | The 11th Alien | Jedenáctý mimozemšťan | Joe Casey | Kelly Perdue, Jenn Strickland, Deena Beck a Dashawn Mahone | 6. dubna 2018   |
| 53           | 13         | Half-Sies | Polovička | A.J. Marchisello | Andrew Stewart a Kelly Turnbull | 16. dubna 2018  |
| 54           | 14         | Xingo's Back | Návrat Zinga | Joe Casey | Benjamin Lane | 23. dubna 2018  |
| 55           | 15         | Bounty Ball | Lovci odměn | Joe Kelly | Angel Lorenzana, Shawna Mills a Will Patrick | 30. dubna 2018  |
| 56           | 16         | Fear the Fogg | Bojte se Mlžáka | Kevin Somers | Ryan Kramer a Jenn Strickland | 7. května 2018  |
| 57           | 17         | Super-Villain Team-Up | Tým superzlounů | Joe Casey | Andrew Stewart a Kelly Turnbull | 14. května 2018 |
| 58           | 18         | Can I Keep It? | Můžu si ho nechat? | Joe Kelly | Andrew Stewart a Kelly Turnbull | 21. května 2018 |
| 59           | 19         | Chicken Nuggets of Wisdom | Kuřecí nugetky moudrosti | Jason Katzenstein | Rachel Geiger a Gabriela Camarillo Gil | 22. května 2018 |
| 60           | 20         | All Koiled Up | Koilova vláda | A.J. Marchisello | Abigail Davis a Gabriella Camarillo Gil | 23. května 2018 |
| 61           | 21         | King Koil | Král Koil | Steven T. Seagle | Mickey Quinn a Will Patrick | 11. června 2018 |
| 62           | 22         | The Charm Offensive | Útok Zaklínačky | Duncan Rouleau | Deena Beck a Dashawn Mahone | 11. června 2018 |
| 63           | 23         | Double Hex | Dvojitý Hex | Daniel Marmor | Deena Beck a Dashawn Mahone | 11. června 2018 |
| 64           | 24         | Ye Olde Laser Duel | Laserový souboj | Beto Skubs | Andrew Stewart a Kelly Turnbull | 11. června 2018 |
| 65           | 25         | Ben Again and Again | Ben v časové smyčce | Duncan Rouleau | Benjamin Lane | 11. června 2018 |
| 66           | 26         | Vote Zombozo | Volte Zomboza | Joe Casey | Mickey Quinn a Will Patrick | 10. září 2018   |
| 67           | 27         | Drone On | Dron | Joe Casey | Benjamin Lane | 10. září 2018   |
| 68           | 28         | Safari Sa'Bad | Bláznivé safari | A.J. Marchisello | Will Patrick a Mickey Quinn | 11. září 2018   |
| 69           | 29         | The Nature of Things | Přirozenost | A.J. Marchisello | Angela Kim, Leiana Nitura a Jenn Strickland | 11. září 2018   |
| 70           | 30         | The Sound and the Furry | Hlučně a zběsile | Steven T. Seagle | Benjamin Lane | 12. září 2018   |
| 71           | 31         | Reststop Roustabout | Děsivá zastávka | Duncan Rouleau | Kenji Ono, Sam Szymanski a Jenn Strickland | 12. září 2018   |
| 72           | 32         | That's the Stuff | To je ono | Joe Casey | Deena Beck a Dashawn Mahone | 13. září 2018   |
| 73           | 33         | The Feels | Vánoční duch | A.J. Marchisello | Benjamin Lane | 13. září 2018   |
| 74           | 34         | Past Aliens Present | Ufoni minulosti | Tanner Marchisello | Ryan Kramer a Jenn Strickland | 14. září 2018   |
| 75           | 35         | Dreamtime | Čas snů | A.J. Marchisello | Ryan Kramer a Jenn Strickland | 14. září 2018   |
| 76-80        | 3637383940 | Innervasion Part 1: Message in a BoxcarInnervasion Part 2: Call the Dream PoliceInnervasion Part 3: Strange BedfellowsInnervasion Part 4: Mind Over Alien MatterInnervasion Part 5: High Override | Stimulace část první: Zpráva v motokářeStimulace část druhá: Volejte snovou policiiStimulace část třetí: Zvláštní spojenciStimulace část čtvrtá: Rozum je víc než ufonské záležitostiStimulace část pátá: Nejvyšší vodič | A.J. Marchisello (první a pátá část)Marcus Rinehart (druhá část)Sean Geraghty (třetí část)Joseph Barnathan (čtvrtá část) | Deena Beck a Dashawn Mahone (první část)Andrew Stewart a Kelly Turnbull (druhá část)Benjamin Lane (třetí část)Jason Dwyer a Najja Porter (čtvrtá část)Ryan Kramer a Jenn Strickland (pátá část) | 26. října 2018  |

### Třetí řada (2019)
| Č. v seriálu | Č. v řadě | Původní název                       | Český název                              | Námět                                                     | Scénář a storyboard                                                           | Premiéra v USA     |
| ------------ | --------- | ----------------------------------- | ---------------------------------------- | --------------------------------------------------------- | ----------------------------------------------------------------------------- | ------------------ |
| 81           | 1         | Omni-Copped                         | Omni-vrtulník                            | A.J. Marchisello                                          | Andrew Stewart a Kelly Turnbull                                               | 23. února 2019     |
| 82           | 2         | This One Goes to 11                 | Ty moje jsou lepší                       | Joe Casey                                                 | Benjamin Lane                                                                 | 23. února 2019     |
| 83           | 3         | Rath of Con                         | Ras na závodech                          | A.J. Marchisello                                          | Ryan Kramer a Jenn Strickland                                                 | 2. března 2019     |
| 84           | 4         | Poles Apart                         | Oddělené póly                            | Tanner Marchisello                                        | Benjamin Lane                                                                 | 2. března 2019     |
| 85           | 5         | Show Don't Tell                     | Hra na pravdu                            | Beto Skubs                                                | Chelsea McAlarney a Henrique Jardim                                           | 9. března 2019     |
| 86           | 6         | Welcome to Zombozo-Zone!            | Vítejte v Zombozolandu                   | A.J. Marchisello                                          | André LaMilza a Kelly Turnbull                                                | 9. března 2019     |
| 87           | 7         | Bridge Out                          | Zácpa                                    | Marcus Rinehart                                           | Benjamin Lane                                                                 | 16. března 2019    |
| 88           | 8         | Beach Heads                         | Plážovníci                               | John McClain                                              | Jenn Strickland, Leina Nitura a Josh Kim                                      | 16. března 2019    |
| 89           | 9         | Charm School's Out                  | Krátkodobé kouzlo                        | Patricia Villetto                                         | Benjamin Lane                                                                 | 23. března 2019    |
| 90           | 10        | Billy Bajillions                    | Billy Sněhilion                          | A.J. Marchisello                                          | Henrique Jardim a Chelsea McAlarney                                           | 23. března 2019    |
| 91           | 11        | Franken-Fight                       | Franken-boj                              | Tom Pinchuk                                               | Eleisiya Arocha a Ryan Kramer                                                 | 30. března 2019    |
| 92           | 12        | Buggin' the Bugs                    | Otravní brouci                           | Marcus Rinehart                                           | Martina Gionfriddo, Josh Kim a Sarah Visel                                    | 30. března 2019    |
| 93           | 13        | Which Watch                         | Které hodinky                            | Joe Barnathan                                             | André LaMilza a Kelly Turnbull                                                | 6. dubna 2019      |
| 94           | 14        | Baby Buktu                          | Malý Buktu                               | A.J. Marchisello                                          | Benjamin Lane                                                                 | 6. dubna 2019      |
| 95           | 15        | Them's Fightin' Words!              | Kukuřičné hádky                          | Marcus Rinehart                                           | Eleisiya Arocha a Chelsea McAlarney                                           | 13. dubna 2019     |
| 96           | 16        | Mutiny for the Bounty               | Vzpoura za odměnu                        | A.J. Marchisello                                          | Josh Kim a Sarah Visel                                                        | 13. dubna 2019     |
| 97           | 17        | The Chupaca-bro                     | Čupakabra                                | Charles Kim                                               | Cody Walzel, George Holguin a Kelly Turnbull                                  | 20. dubna 2019     |
| 98           | 18        | Buggy Out                           | Buginka                                  | Yuri Lowenthal                                            | Benjamin Lane                                                                 | 20. dubna 2019     |
| 99           | 19        | Introducing Kevin 11                | Představení Kevina 11                    | Josephine Green Zhang                                     | Eleisiya Arocha a Chelsea McAlarney                                           | 27. dubna 2019     |
| 100          | 20        | Four by Four                        | Čtyři na čtyři                           | A.J. Marchisello                                          | April Amezquita, Luke Weber a André LaMilza                                   | 27. dubna 2019     |
| 101          | 21        | Moor Fogg                           | Skotský Mlžák                            | Marcus Rinehart                                           | Marko Bajic a Bryan Baugh                                                     | 22. června 2019    |
| 102          | 22        | King of the Castle                  | Král hradu                               | Jonathan Browning                                         | Brittney Williams, Chelsea McAlarney a Eleisiya Arocha                        | 22. června 2019    |
| 103          | 23        | Speechless on the Seine             | Němý na Seině                            | Marcus Rinehart                                           | André LaMilza a Kelly Turnbull                                                | 29. června 2019    |
| 104          | 24        | Don’t Touch                         | Nesahat                                  | Michelle Miller                                           | Jenn Strickland a Ryan Kramer                                                 | 29. června 2019    |
| 105          | 25        | Big in Japan                        | Problém v Japonsku                       | Joshua Sky                                                | Marko Bajic, Lasha Tamae a Eleisiya Arocha                                    | 6. července 2019   |
| 106          | 26        | Cyber Slammers                      | Kyber rváči                              | A.J. Marchisello                                          | Chelsea McAlarney a Henrique Jardim                                           | 6. července 2019   |
| 107          | 27        | Big Ben 10                          | Big Ben 10                               | Sean Geraghty                                             | Eleisiya Arocha a Ryan Kramer                                                 | 13. července 2019  |
| 108          | 28        | LaGrange Murraille                  | LaGrangeova zeď                          | Colin McLaughlin                                          | André LaMilza a Kelly Turnbull                                                | 13. července 2019  |
| 109          | 29        | Lickety Split                       | Rozdělení                                | Ross Zimmerman                                            | André LaMilza, April Amezquita a Martina Ginofriddo                           | 20. července 2019  |
| 110          | 30        | The Claws of the Cat                | Kočičí drápy                             | Janis Robertson                                           | André LaMilza a John Martinez                                                 | 20. července 2019  |
| 111-112      | 3132      | Roundabout                          | Kolotoč                                  | Marcus Rinehart (první část)A.J. Marchisello (druhá část) | Josh Kim a Sarah Visel (první část)André LaMilza a John Martinez (druhá část) | 21. září 2019      |
| 113          | 33        | Cirque Us                           | Cirkus                                   | Cecil Castellucci                                         | Josh Kim and Sarah Visel                                                      | 28. září 2019      |
| 114          | 34        | Forever Road                        | Věčná jízda                              | Marcus Rinehart                                           | Davin Cheng a Kelly Turnbull                                                  | 28. září 2019      |
| 115          | 35        | The Bentathlon                      | Bentatlon                                | Marcus Rinehart                                           | Benjamin Lane                                                                 | 5. října 2019      |
| 116          | 36        | Prey or Play                        | Kořist nebo hra                          | Julia Edelman                                             | Eleisiya Arocha a Chelsea McAlarney                                           | 5. října 2019      |
| 117          | 37        | Beware the Scare-Crow               | Pozor na strašáka                        | Ross McKie                                                | Josh Kim a Sarah Visel                                                        | 12. října 2019     |
| 118          | 38        | The Night Ben Tennyson Came to Town | Večer, kdy Ben Tennyson dorazil do města | Jonathan Browning                                         | Benjamin P. Carow a Kelly Turnbull                                            | 12. října 2019     |
| 119          | 39        | And Xingo Was His Name-O            | A jmenoval se Zingo                      | Omar Spahi                                                | Benjamin Lane                                                                 | 19. října 2019     |
| 120          | 40        | Fear in the Family                  | Strach v rodině                          | Janis Robertson                                           | Eleisiya Arocha a Chelsea McAlarney                                           | 19. října 2019     |
| 121          | 41        | Xingo Nation                        | Zingo v telce                            | Sean Aitchison                                            | Benjamin P. Carow a Kelly Turnbull                                            | 26. října 2019     |
| 122          | 42        | Heads of the Family                 | Hlavy rodiny                             | Marcus Rinehart                                           | Benjamin Lane                                                                 | 26. října 2019     |
| 123          | 43        | My Bodyguard                        | Můj ochránce                             | Tanner Marchisello                                        | Eleisiya Arocha a Chelsea McAlarney                                           | 2. listopadu 2019  |
| 124          | 44        | Wheels of Fortune                   | Kola štěstěny                            | A.J. Marchisello                                          | André LaMilza a John Martinez                                                 | 2. listopadu 2019  |
| 125          | 45        | Heat of the Moment                  | V zápalu boje                            | Joseph Kelly                                              | Josh Kim a Sarah Visel                                                        | 9. listopadu 2019  |
| 126          | 46        | Vin Diagram                         | Vinův diagram                            | Kelly Turnbull                                            | Benjamin P. Carow a Turnbull                                                  | 9. listopadu 2019  |
| 127          | 47        | A Sticky Situation                  | Lepkavý problém                          | Jason Katzenstein                                         | Benjamin Lane                                                                 | 16. listopadu 2019 |
| 128          | 48        | What Rhymes With Omnitrix?          | Co se rýmuje s Omnitrix?                 | Chelsea McAlarney                                         | Eleisiya Arocha a McAlarney                                                   | 16. listopadu 2019 |
| 129          | 49        | You Remind Me of Someone            | Někoho mi připomínáš                     | Michelle Miller                                           | André LaMilza a John Martinez                                                 | 23. listopadu 2019 |
| 130          | 50        | Adrenaland Jr.                      | Adrenaland pro prcky                     | Rob Kutner                                                | Joshua Kim a Sarah Visel                                                      | 23. listopadu 2019 |
| 131          | 51        | Steam Fight at the OK Corral        | Parní přestřelka v pravé poledne         | Aldo Pisano                                               | Benjamin P. Carow a Kelly Turnbull                                            | 30. listopadu 2019 |
| 132          | 52        | I Don't Like You                    | Nemám tě rád                             | Tatiana Krokar                                            | Benjamin Lane                                                                 | 30. listopadu 2019 |

### Čtvrtá řada (2020)
| Č. v seriálu | Č. v řadě | Původní název                                                                                   | Český název                                                                              | Námět                                                                    | Scénář a storyboard                                                           | Premiéra v USA  |
| ------------ | --------- | ----------------------------------------------------------------------------------------------- | ---------------------------------------------------------------------------------------- | ------------------------------------------------------------------------ | ----------------------------------------------------------------------------- | --------------- |
| 133-134      | 12        | Chicken In Chichen Itza Part 1: Pyramid SchemeChicken In Chichen Itza Part 2: The Wages of Fear | Kuře z Chichen Itza část první: PyramidaKuře z Chichen Itza část druhá: Co dokáže strach | A.J. Marchisello and Marcus Rinehart                                     | Eleisiya Arocha, Chelsea McAlarney, John Martinez a André LaMilza             | 19. ledna 2020  |
| 135-136      | 34        | Ben in Rome Part 1: A Slice of LifeBen in Rome Part 2: The Bee's Knees                          | Ben v Římě část první: Kus životaBen v Římě část druhá: Včelí záležitosti                | Marcus Rinehart (první část)A.J. Marchisello (druhá část)                | John Martinez a André LaMilza (první část)Josh Kim a Sarah Visel (druhá část) | 26. ledna 2020  |
| 137          | 5         | Gentle Ben                                                                                      | Něžný Ben                                                                                | Jonathan Browning                                                        | Eleisiya Arocha a Chelsea McAlarney                                           | 2. února 2020   |
| 138          | 6         | Funhouse                                                                                        | Dům zábavy                                                                               | Marcus Rinehart                                                          | John Martinez a André LaMilza                                                 | 2. února 2020   |
| 139          | 7         | Summer Breakers                                                                                 | Letní drtič                                                                              | A.J. Marchisello                                                         | Josh Kim a Sarah Visel                                                        | 9. února 2020   |
| 140          | 8         | The Monsters in Your Head                                                                       | Příšery v mé hlavě                                                                       | Joshua Sky                                                               | Benjamin P. Carow a Kelly Turnbull                                            | 9. února 2020   |
| 141          | 9         | Queen of Bees                                                                                   | Včelí královna                                                                           | Brandon Thomas                                                           | André LaMilza a John Martinez                                                 | 23. února 2020  |
| 142          | 10        | Falls, Falls, Falls                                                                             | Pády, pády, vodopády                                                                     | Daniel Marmor                                                            | Josh Kim a Sarah Visel                                                        | 23. února 2020  |
| 143          | 11        | The Greatest Lake                                                                               | Největší jezero                                                                          | Jonathan Rivera                                                          | Benjamin P. Carow a Kelly Turnbull                                            | 1. března 2020  |
| 144          | 12        | Mud on the Run                                                                                  | Bláto na útěku                                                                           | Tom Pinchuk                                                              | Benjamin Lane                                                                 | 1. března 2020  |
| 145          | 13        | It's Story Time                                                                                 | Čas příběhů                                                                              | Curtis Baxter                                                            | Josh Kim a Sarah Visel                                                        | 15. března 2020 |
| 146          | 14        | Cosplay Day                                                                                     | Den kostýmů                                                                              | A.J. Marchisello                                                         | Benjamin P. Carow a Kelly Turnbull                                            | 15. března 2020 |
| 147          | 15        | Bottomless Ben                                                                                  | Bezedný Ben                                                                              | Colin J. McLaughlin                                                      | Benjamin Lane                                                                 | 22. března 2020 |
| 148          | 16        | Tales from the Omnitrix                                                                         | Příběhy z Omnitrixu                                                                      | Marcus Rinehart                                                          | Eleisiya Arocha a Chelsea McAlarney                                           | 22. března 2020 |
| 149          | 17        | Party Poopers                                                                                   | Srandokazy                                                                               | Patricia Villetto                                                        | Benjamin P. Carow a Kelly Turnbull                                            | 29. března 2020 |
| 150          | 18        | Wind Some, Lose Some                                                                            | Foukej, foukej větříčku                                                                  | Meredith Jennings-Offen                                                  | Benjamin Lane                                                                 | 29. března 2020 |
| 151          | 19        | Digital Quality                                                                                 | Digitální kvalita                                                                        | Omar Spahi                                                               | Eleisiya Arocha a Chelsea McAlarney                                           | 5. dubna 2020   |
| 152          | 20        | Tim Buk-TV                                                                                      | Tim Buk-TV                                                                               | Jonathan Browning                                                        | John Martinez a André LaMilza                                                 | 5. dubna 2020   |
| 153-154      | 2122      | Tokyo Fun Part 1: Big Bugg BashTokyo Fun Part 2: Slamming It Up                                 | Tokijská zábava část první: Bitka obřích broukůTokijská zábava část druhá: Dorváno       | David Baker (první část)Eleisiya Arocha a Chelsea McAlarney (druhá část) | Benjamin Lane (první část)Michelle Miller (druhá část)                        | 13. září 2020   |
| 155          | 23        | Growing Up is Hard to Do                                                                        | Vyrůstat je těžké                                                                        | Janis Robertson                                                          | Josh Kim a Sarah Visel                                                        | 13. září 2020   |
| 156          | 24        | The Hex Factor                                                                                  | Hex Faktor                                                                               | Kelly Turnbull                                                           | Benjamin P. Carow a Kelly Turnbull                                            | 13. září 2020   |
| 157          | 25        | Sweet Tooth                                                                                     | Chuť na sladké                                                                           | A.J. Marchisello                                                         | Benjamin Lane                                                                 | 14. září 2020   |
| 158          | 26        | Medieval Upheaval                                                                               | Středověké pozdvižení                                                                    | Chelsea McAlarney                                                        | Eleisiya Arocha a Chelsea McAlarney                                           | 14. září 2020   |
| 159          | 27        | Speed of Sound                                                                                  | Rychlost zvuku                                                                           | Marcus Rinehart                                                          | John Martinez a André LaMilza                                                 | 15. září 2020   |
| 160          | 28        | Xingo’s World                                                                                   | Zingův svět                                                                              | Brandon Thomas                                                           | Josh Kim a Sarah Visel                                                        | 15. září 2020   |
| 161          | 29        | Tummy Ache                                                                                      | Bolest břicha                                                                            | A.J. Marchisello                                                         | Benjamin P. Carow a Kelly Turnbull                                            | 16. září 2020   |
| 162          | 30        | Players of the Lost Park                                                                        | Hráči Ztraceného parku                                                                   | Steve Orlando                                                            | Benjamin Lane                                                                 | 16. září 2020   |
| 163          | 31        | De-Fanged!                                                                                      | Tesák                                                                                    | A.J. Marchisello                                                         | Kacie Hermanson, Johnny Vu a Chelsea McAlarney                                | 17. září 2020   |
| 164          | 32        | Mock 10                                                                                         | Výsměch na desátou                                                                       | Marcus Rinehart                                                          | John Martinez a André LaMilza                                                 | 17. září 2020   |
| 165          | 33        | Rekoil                                                                                          | Návrat krále                                                                             | Marcus Rinehart                                                          | {Josh Kim a Sarah Visel                                                       | 18. září 2020   |
| 166          | 34        | Buktu The Future                                                                                | Buktu budoucnosti                                                                        | A.J. Marchisello                                                         | Benjamin Carow a Kelly Turnbull                                               | 18. září 2020   |

## Speciály

### Crossover speciál (2018)
Crossover speciál mezi seriály Ben 10, Mladí Titáni do toho!, K.O. OK! Prostě koukej a Steven Universe, který byl odvysílán jako součást seriálu K.O. OK! Prostě koukej.
| Původní název   | Režie                                                    | Scénář a storyboard                                                | Premiéra v USA |
| --------------- | -------------------------------------------------------- | ------------------------------------------------------------------ | -------------- |
| Crossover Nexus | Ian Jones-Quartey, Toby Jones, Erin Shade a Dave Tennant | Dave Alegre, Anna Craig, Danny Ducker, Haewon Lee a Parker Simmons | 8. října 2018  |

### Film (2020)
| Původní název                         | Český název                | Režie                           | Scénář a storyboard | Premiéra v USA | Premiéra v ČR  |
| ------------------------------------- | -------------------------- | ------------------------------- | --- | -------------- | -------------- |
| Ben 10 Versus The Universe: The Movie | Ben 10 versus Vesmír: Film | Henrique Jardim a John McIntyre | Benjamin Lane, Chelsea McAlarney, Johnny Vu, André LaMilza, John Martinez, Josh Kim, Sarah Visel, Benjamin P. Carow a Kelly Turnbull | 10. října 2020 | 10. října 2020 |

## Kraťasy

### Bentuice(2017)
| Č. v řadě | Původní název                      | Český název       | Původní premiéra (YouTube) | Premiéra v ČR (YouTube) |
| --------- | ---------------------------------- | ----------------- | -------------------------- | ----------------------- |
| 1         | Bentuition shorts – Upgrade 01     | Bentuice, 1. část | 8. ledna 2017              | 11. srpna 2019          |
| 2         | Bentuition shorts – Wildvine 01    | Bentuice, 1. část | 8. ledna 2017              | 11. srpna 2019          |
| 3         | Bentuition shorts – Diamondhead 01 | Bentuice, 1. část | 8. ledna 2017              | 11. srpna 2019          |
| 4         | Bentuition shorts – Cannonbolt 01  | Bentuice, 1. část | 9. ledna 2017              | 11. srpna 2019          |
| 5         | Bentuition shorts – Heatblast 01   | Bentuice, 2. část | 11. ledna 2017             | 18. srpna 2019          |
| 6         | Bentuition shorts – XLR8 01        | Bentuice, 1. část | 12. ledna 2017             | 11. srpna 2019          |
| 7         | Bentuition shorts – Four Arms 01   | Bentuice, 1. část | 13. ledna 2017             | 11. srpna 2019          |
| 8         | Bentuition shorts – Overflow 01    | Bentuice, 2. část | 13. ledna 2017             | 18. srpna 2019          |
| 9         | Bentuition shorts – Grey Matter 01 | Bentuice, 2. část | 29. ledna 2017             | 18. srpna 2019          |
| 10        | Bentuition shorts – Wildvine 02    | Bentuice, 1. část | 5. února 2017              | 11. srpna 2019          |
| 11        | Bentuition shorts – Stinkfly 01    | Bentuice, 2. část | 12. února 2017             | 18. srpna 2019          |
| 12        | Bentuition shorts – Overflow 02    | Bentuice, 1. část | 19. února 2017             | 11. srpna 2019          |
| 13        | Bentuition shorts – Upgrade 02     | Bentuice, 1. část | 13. dubna 2017             | 11. srpna 2019          |
| 14        | Bentuition shorts – XLR8 02        | Bentuice, 1. část | 14. dubna 2017             | 11. srpna 2019          |
| 15        | Bentuition shorts – Cannonbolt 02  | Bentuice, 2. část | 2. května 2017             | 18. srpna 2019          |
| 16        | Bentuition shorts – Heatblast 02   | Bentuice, 2. část | 2. května 2017             | 18. srpna 2019          |
| 17        | Bentuition shorts – Four Arms 02   | Bentuice, 2. část | 25. května 2017            | 18. srpna 2019          |
| 18        | Bentuition shorts – Grey Matter 02 | Bentuice, 2. část | 25. května 2017            | 18. srpna 2019          |
| 19        | Bentuition shorts – Stinkfly 02    | Bentuice, 2. část | 26. května 2017            | 18. srpna 2019          |
| 20        | Bentuition shorts – Diamondhead 02 | Bentuice, 2. část | 20. června 2017            | 18. srpna 2019          |

### Alien Worlds/Alien of the Week/Alien Time(2017–2019)
| Č. v řadě | Původní název                    | Český název                                            | Původní premiéra (YouTube) | Premiéra v ČR (YouTube) |
| --------- | -------------------------------- | ------------------------------------------------------ | -------------------------- | ----------------------- |
| 1         | Alien of the Week: Four Arms     | Čtyřhnát: Hry Overlordess                              | 31. srpna 2017             | 19. září 2017           |
| 2         | Alien of the Week: Diamondhead   | Diamantovec: Velká Petropijská občanská válka, 1. část | 31. srpna 2017             | 19. září 2017           |
| 3         | Alien of the Week: Heatblast     | Horkohlav: Extrémní sezóna                             | 31. srpna 2017             | 19. září 2017           |
| 4         | Alien of the Week: XLR8          | Akcelerátor: Plachtění rukavice                        | 31. srpna 2017             | 19. září 2017           |
| 5         | Alien of the Week: Grey Matter   | Šedá Hmota: Archiváři                                  | 31. srpna 2017             | 19. září 2017           |
| 6         | Alien of the Week: Upgrade       | Aktulák: Krize na Galvanu B                            | 31. srpna 2017             | 25. září 2017           |
| 7         | Alien of the Week: Cannonbolt    | Kanoňák: Plážové hry                                   | 31. srpna 2017             | 9. října 2017           |
| 8         | Alien of the Week: Wildvine      | Révoun: Divoká strana                                  | 31. srpna 2017             | 2. října 2017           |
| 9         | Alien of the Week: Overflow      | Prouďák: Piráti z Cascareau                            | 31. srpna 2017             | 19. září 2017           |
| 10        | Alien of the Week: Stinkfly      | Pušivec: Tichý kruh                                    | 31. srpna 2017             | 16. října 2017          |
| 11        | Alien of the Week: Diamondhead 2 | Diamantovec: Velká Petropijská občanská válka, 2. část | 15. srpna 2018             | 13. srpna 2018          |
| 12        | Alien of the Week: Four Arms 2   | Čtyřhnát: Bojové kopí                                  | 22. srpna 2018             | 20. srpna 2018          |
| 13        | Alien of the Week: Heatblast 2   | Horkohlav: Ochlazení                                   | 26. srpna 2018             | 3. září 2018            |
| 14        | Alien of the Week: XLR8 2        | Akcelerátor: Rychlostní kolo                           | 29. srpna 2018             | 1. října 2018           |
| 15        | Alien of the Week: Grey Matter 2 | Šedá Hmota: Zhasnout!                                  | 3. září 2018               | 19. září 2018           |
| 16        | Alien of the Week: Overflow 2    | Prouďák: Stráže na Kaskaranu                           | 9. září 2018               | 10. září 2018           |
| 17        | Alien of the Week: Shock Rock    | Šokval: Fulminské dobývání                             | 16. září 2018              | 9. října 2018           |
| 18        | Alien of the Week: Wildvine 2    | Révoun: Strom světa                                    | 23. září 2018              | 24. září 2018           |
| 19        | Alien of the Week: Stinkfly 2    | Pušivec: Sladká vůně přežití                           | 30. září 2018              | 17. září 2018           |
| 20        | Alien of the Week: Cannonbolt 2  | Kanoňák: Když zaútočí megažraloci                      | 7. října 2018              | 7. srpna 2018           |
| 21        | Alien of the Week: Four Arms 3   |                                                        | 28. září 2019              | nebylo vysíláno         |
| 22        | Alien of the Week: Diamondhead 3 |                                                        | 5. října 2019              | nebylo vysíláno         |
| 23        | Alien of the Week: Humungousaur  |                                                        | 6. října 2019              | nebylo vysíláno         |
| 24        | Alien of the Week: Heatblast 3   |                                                        | 12. října 2019             | nebylo vysíláno         |
| 25        | Alien of the Week: Rath          |                                                        | 13. října 2019             | nebylo vysíláno         |
| 26        | Alien of the Week: XLR8 3        |                                                        | 19. října 2019             | nebylo vysíláno         |
| 27        | Alien of the Week: Slapback      |                                                        | 20. října 2019             | nebylo vysíláno         |
| 28        | Alien of the Week: Shock Rock 2  |                                                        | 3. listopadu 2019          | nebylo vysíláno         |
| 29        | Alien of the Week: Cannonbolt 3  |                                                        | 13. listopadu 2019         | nebylo vysíláno         |
| 30        | Alien of the Week: Stinkfly 3    |                                                        | 13. listopadu 2019         | nebylo vysíláno         |